# Ołeksandr Mihunow
Ołeksandr Jurijowycz Mihunow, ukr. Олександр Юрійович Мігунов (ur. 13 kwietnia 1994 w Doniecku) – ukraiński piłkarz, grający na pozycji pomocnika.

## Kariera piłkarska

### Kariera klubowa
Wychowanek klubu Dnipro Dniepropetrowsk, barwy którego bronił w juniorskich mistrzostwach Ukrainy (DJuFL). 11 września 2009 rozpoczął karierę piłkarską w juniorskiej drużynie Dnipra, a 22 września 2014 debiutował w podstawowym składzie Dnipra. Latem 2015 po wygaśnięciu kontraktu przeniósł się do Szachtara Donieck i już 5 lipca 2015 został wypożyczony do Illicziwca Mariupol. W styczniu 2017 znów został wypożyczony do Illicziwca, a 21 lipca 2017 przeniósł się do Olimpiku Donieck, w którym grał do końca roku. 14 lutego 2018 został wypożyczony do Szachtiora Karaganda, ale już 27 lipca opuścił kazachski klub. 18 września 2018 został piłkarzem SK Dnipro-1. 4 marca 2019 podpisał kontrakt z Kołosem Kowaliwka. 10 stycznia 2020 opuścił Kołos.

### Kariera reprezentacyjna
Od 2014 do 2015 występował w młodzieżowej reprezentacji Ukrainy.

## Sukcesy i odznaczenia

### Sukcesy klubowe
Illicziweć Mariupol
- mistrz Ukraińskiej Pierwszej Ligi: 2016/17